# Château de la Mothe-Chandeniers
visão aérea do castelo
Château de la Mothe-Chandeniers é um castelo na comuna francesa de Les Trois-Moutiers, Vienne, França.
O castelo, antes abandonado, foi comprado por mais de 20 mil pessoas de 115 países diferentes via crowdfunding.

## História
A origem do castelo data do século 13, tendo sido invadido e destruído durante a Guerra dos Cem Anos entre o reino inglês e o reino francês.
O marquês Francois II reformou as instalações, e o empresário Francois Hennecart, após comprar o terreno em 1809, fez novas restaurações ao castelo, e o vendeu ao barão Edgard Lejeune e sua esposa Marie Ardoin em 1857. Entretanto, em 1932, o castelo sofreu um incêndio, sendo abandonado.

Em 2017, uma startup convocou as pessoas a se unir e participar de um crowdfunding, com 27,190 pessoas de 115 países diferentes, tendo levantado 1,6 milhões de euros, servindo para a conservação do local e criação de novos empregos que surgiriam com o interesse turístico.